# Pietro di Niccolao della Seta
Pietro di Jacopo di Niccolao della Seta Gaetani Bocca (Pisa, 1564 – Villa di Corliano, 1616) è stato un mecenate italiano del XVI secolo.
Discendente di 3 antiche famiglie di Pisa - i Della Seta, i Gaetani e i Bocca - si sposò nel 1584 con Laura di Jacopo Lanfranchi e ebbe cinque figli: Virginia (1585), Caterina (1589), Cassandra (1592), Jacopo (1596) e Lucrezia (1598). 
Il colto patrizio pisano fu fondatore del priorato di Colle Barbaregina nell'Ordine di Santo Stefano Papa e Martire a Pisa in luogo detto via Sant'Apollinare, l'Argin d'Arno, la Ragnaia e le Lenze. 
Si distinse come appassionato d'arte ed eclettico mecenate in contatto con artisti, mercanti d'arte, collezionisti ed eruditi di gran fama. Promosse la costruzione del primo teatro stabile pisano (Stanzone de' Banchi) in piazzetta dei Banchi, voluta nel 1603 da Ferdinando I de' Medici.